# توريتشيلا بيلينيا
توريتشيلا بيلينيا (بالإيطالية: Torricella Peligna)‏ هي بلدية في مقاطعة كييتي في إقليم أبروتسو الإيطالي.

## السكان
في سنة 1861 بلغ عدد السكان 4٬460 نسمة، وتطور العدد ليصل في سنة 2011 لـ 1٬391 نسمة.
يظهر هذا المخطط البياني تطور النمو السكاني لـ توريتشيلا بيلينيا